# Орос, Иштван (историк)
Иштван Орос (венг. Orosz István; 16 июля 1935 — 11 февраля 2024) — венгерский историк, профессор, действительный член Венгерской академии наук, с 1994 по 1998 год депутат парламента от Венгерской социалистической партии.

## Биография
Сын рабочего.
Окончил начальную школу в Маде и получил аттестат об окончании средней школы имени Микшата Кальмана в Мишкольце в 1953 году. Затем, до 1957 года, изучал историю Венгрии на гуманитарном факультете Университета имени Лайоша Кошута в Дебрецене.
В Дебреценском университете с 1957 по 1959 год стажёр-стипендиат на кафедре всеобщей истории Средневековья и раннего Нового времени, с 1959 по 1963 год ассистент, с 1963 по 1975 год старший преподаватель, с 1975 по 1986 год — доцент, с июля 1986 по 2005 год — профессор. С 1975 по 1988 год заведующий кафедрой, с 1980 по 1986 год — декан факультета гуманитарных наук, с 1986 по 1993 год — проректор по учебной работе. С 1988 по 1994 год руководил Институтом истории университета.
С 1991 по 1994 и с 1998 года также преподавал в Университете имени Лоранда Этвеша.
В 1976 году защитил кандидатскую диссертацию «Сельскохозяйственное производство в Венгрии 1790–1848», а в 1998 году докторскую «Землевладение, сельскохозяйственное производство и аграрное общество». С 2004 года член-корреспондент, с 2013 года — действительный член Венгерской академии наук. В 1985 году избран вице-президентом Венгерского исторического общества, в 2007 году — его президентом.
С 1972 по 1989 год — член Венгерской социалистической рабочей партии. В 1989 году вступил в Венгерскую социалистическую партию, с 1991 по 1993 год председатель Дебреценского отделения. С 1990 по 1994 год представитель местного самоуправления в Дебрецене. С 2007 по 2015 год президент Венгерского исторического общества.
На парламентских выборах 1994 года избран в парламент по избирательному округу № 3 в уезде Хайду-Бихар. В течение нескольких месяцев член Комитета по правам человека, делам меньшинств и религии, с августа 1994 по февраль 1996 года — председатель Комитета по образованию, науке, молодежи и спорту, а затем — его заместитель до конца срока.
В 1998 году ушёл из политики.
Его научные интересы включали венгерскую и всеобщую сельскохозяйственную и городскую историю нового времени. Автор более 200 научных работ, в основном по истории сельского хозяйства и землепользования Венгрии и истории города Дебрецен.

## Награды
- Серебряная степень ордена «За трудовые заслуги» (1985)
- Премия Петера Пазмани (1994)
- Премия Иштвана Бочкаи (1998)
- Офицерский крест ордена «За заслуги перед Венгерской Республикой» (2005)
- Средний крест венгерского ордена «За заслуги» (2015).

Почётный гражданин Дебрецена (2008).

## Книги
- Szerkezeti változások a XIX. századi magyar mezőgazdaságban (Budapest, 1988)
- Hagyományok és megújulás. Válogatott tanulmányok a magyar mezővárosok történetéből (Debrecen, 1995)
- Széchenyi és kortársai. Válogatott tanulmányok a reformkorról (Debrecen, 2000)
- A jobbágyvilág megszűnése Magyarországon; DE Történelmi Intézet, Debrecen, 2010 (Speculum historiae Debreceniense)
- A főnix és a bárány városa. Tanulmányok Debrecen múltjából; DE Történelmi Intézet, Debrecen, 2015 (Speculum historiae Debreceniense)
- Tanulmányok az Alföld mezőgazdaságáról; DE Történelmi Intézete, Debrecen, 2020 (Speculum historiae Debreceniense)